# Hwaebul Sports Club
Lo Hwaebul Sports Club è una società calcistica professionistica con sede a Pochon, in Corea del Nord.

## Storia
Fondata nel 2013, la squadra ha immediatamente avuto un notevole successo a livello nazionale, riuscendo a vincere la DPR Korea League (massima divisione nordcoreana) nel 2014 e nel 2016.

## Palmarès
- DPR Korea League: 1

2014